# Міялинський сільський округ (Кзилкогинський район)
Міяли́нський сільський округ (каз. Миялы ауылдық округі, рос. Миялинский сельский округ) — адміністративна одиниця у складі Кзилкогинського району Атирауської області Казахстану. Адміністративний центр та єдиний населений пункт — село Міяли.
Населення — 7569 осіб (2021; 6473 у 2009, 6034 у 1999, 5303 у 1989).
Станом на 1989 рік існувала Міялинська сільська рада (село Міяли).